# 大跃啤酒
大跃啤酒，是中国啤酒品牌之一，得名于宋代诗人陳舜俞的《骑牛歌》中的一句“乘肥大跃须年少”。

## 历史
2004年美国人高泰山（英語：Carl Setzer）第一次来到中国，任职于东风汽车集团有限公司，之后返回匹兹堡大学读取研究生，后在台湾工作，2008年重返北京，成立一家信息技术公司。2010年和妻子刘芳共同成立大跃啤酒，是北京的第一家本土精酿品牌。2019年天津酒厂建成。

## 产品
- 精酿系列
  - 步步生花
  - 香蕉小麦
  - 贡菊傲雪
  - 凌云少年

## 门店

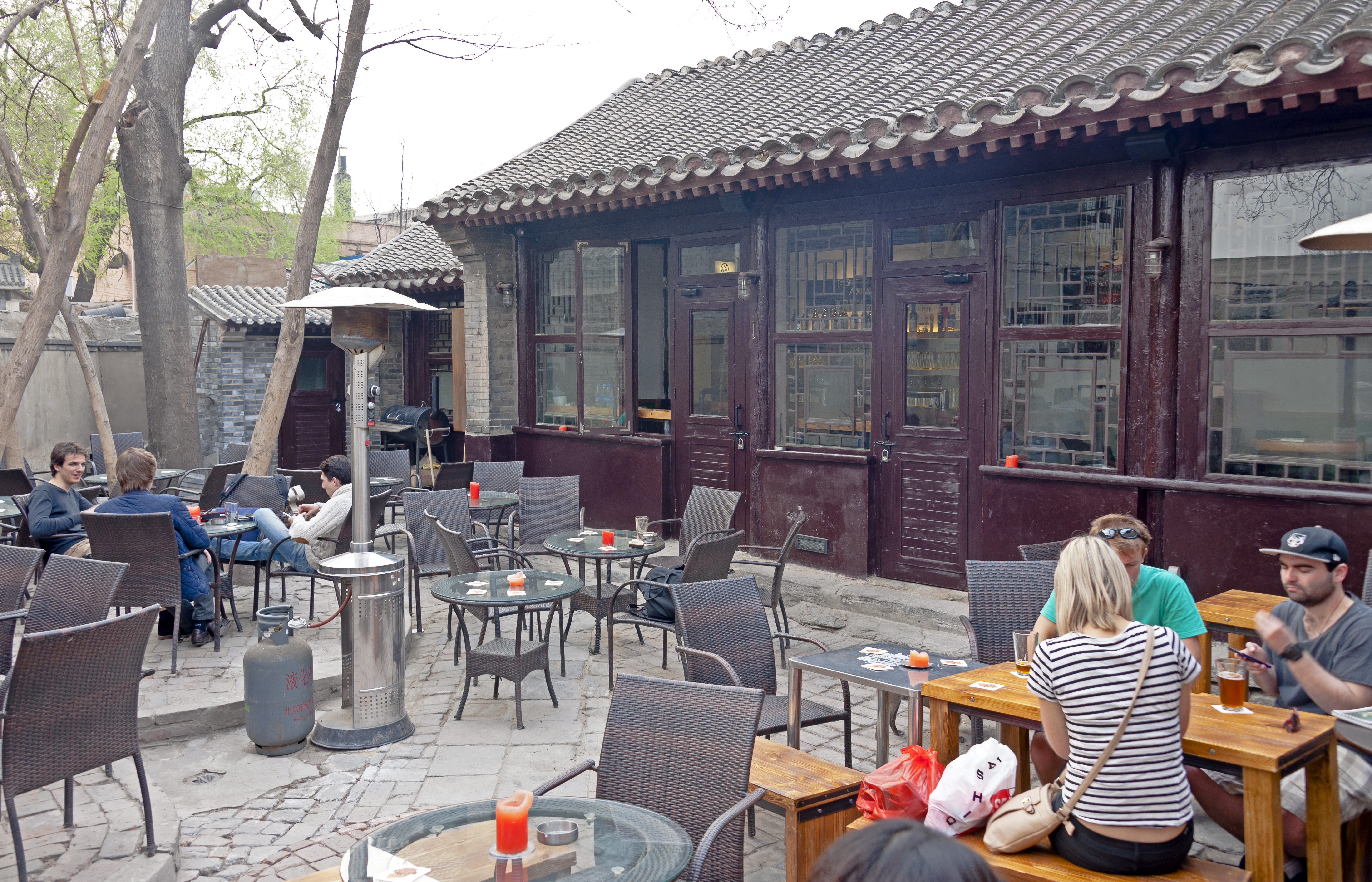
豆角胡同店

- 豆角胡同店（2010年开业）
- 工体店（2013年开业）
- 新源街店（2015年开业）
- 丽都店（2018年开业）